# Doença arterial coronariana
Doença arterial coronária (português europeu) ou doença arterial coronariana (português brasileiro) é um grupo de doenças que inclui angina estável, angina instável, enfarte do miocárdio e paragem cardiorrespiratória. Este grupo faz parte de um grupo maior de doenças, denominado doenças cardiovasculares, do qual é o tipo mais comum. O sintoma mais comum é dor ou desconforto no peito que se pode deslocar para o ombro, braço, costas, pescoço ou maxilar. Ocasionalmente os sintomas podem ser semelhantes a azia. Geralmente os sintomas manifestam-se durante o exercício físico ou em situações de stresse, duram poucos minutos e melhoram com repouso. Pode ainda verificar-se falta de ar. Em alguns casos não se manifestam sintomas. Ocasionalmente, o primeiro sinal é um ataque cardíaco. Entre outras complicações estão insuficiência cardíaca ou arritmia cardíaca.
Entre os fatores de risco estão a hipertensão arterial, fumar, diabetes, falta de exercício, obesidade, colesterol elevado, dieta inadequada, consumo excessivo de bebidas alcoólicas e depressão. O mecanismo subjacente envolve a aterosclerose das artérias do coração. Há vários exames que podem auxiliar o diagnóstico, incluindo eletrocardiogramas, provas de esforço, coronariografia por tomografia computorizada e angiografia coronária por cateterismo, entre outros.
A prevenção consiste em manter uma dieta saudável, praticar exercício físico com regularidade, manter um peso saudável e não fumar. Por vezes são também usados medicamentos para controlar a diabetes, o colesterol elevado ou a hipertensão arterial. As evidências dos benefícios do rastreio em pessoas de baixo risco e sem sintomas são limitadas. O tratamento consiste nas mesmas medidas de prevenção, podendo ainda ser recomendados outros medicamentos, incluindo antiagregantes plaquetares como a aspirina, betabloqueadores ou nitroglicerina. Nos casos graves pode ser consideradas intervenções como Angioplastia coronária ou cirurgia de bypass coronário. No entanto, em pessoas com doença estável não é claro se estas intervenções aumentam a esperança de vida ou diminuem o risco de ataques cardíacos em relação aos restantes tratamentos.
Em 2015, as doenças arteriais coronárias afetavam 110 milhões de pessoas em todo o mundo, tendo resultado em 8,9 milhões de mortes, um aumento em relação às 5,74 milhões de mortes em 1990. No entanto, o risco de morte por doenças coronárias em determinada idade tem vindo a diminuir entre 1980 e 2010, sobretudo nos países desenvolvidos. O número de casos de doenças coronárias em determinada idade também tem vindo a diminuir entre 1990 e 2010. Em 2010, nos Estados Unidos, cerca de 20% das pessoas com mais de 65 anos apresentavam doenças arteriais coronárias, enquanto entre os 45 e 64 anos a percentagem era de apenas 7% e entre os 18 e 45 anos de 1,3%. Em dada idade, a prevalência da doença é maior entre homens do que em mulheres.

## Fatores de risco

### Lipídeos sanguíneos

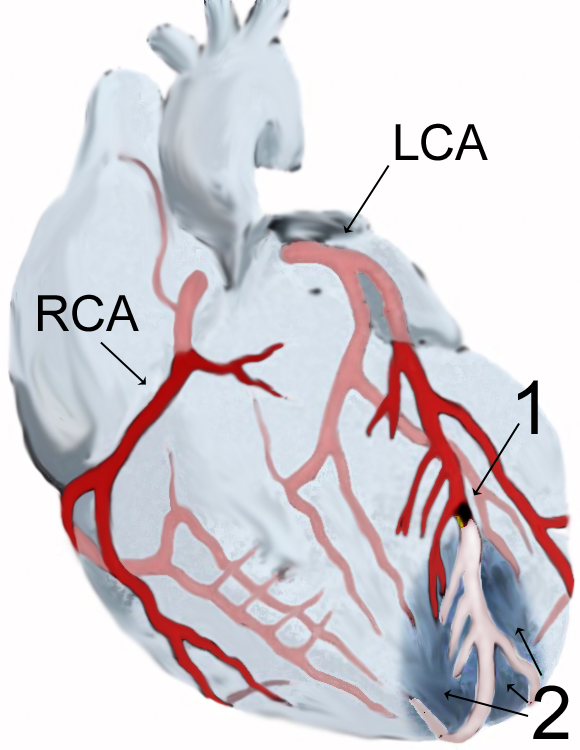
Um bloqueio na coronária esquerda (1) provoca um infarto agudo do miocárdio (2)

O colesterol é o lipídeo predominante na lesão aterosclerótica. Níveis elevados de colesterol total e da fração LDL-colesterol relacionam-se com uma maior incidência de aterosclerose. Relação inversa pode ser observada quando analisamos a porção HDL-Colesterol. Como o HDL retira o colesterol do sangue e o envia para o fígado, níveis elevados são desejáveis para a redução do risco de aterosclerose. São desejáveis níveis de LDL inferiores a 130 mg/dl e níveis de HDL superiores a 60 mg/dl, sendo que possuir um nível de HDL inferior a 35 mg/dl caracteriza uma potencialização do fator de risco. O LDL representa 65% do colesterol plasmático, sendo que pessoas que apresentam níveis elevados de LDL são capazes de promover o desenvolvimento de aterosclerose em um período de dois anos; alguns estudos enfatizam mais a relação colesterol total/HDL e têm demonstrado que uma relação maior ou igual a 5 indicaria um alto risco, enquanto uma relação menor ou igual a 3,5 indicaria um baixo risco.

### Fumo
Os fumantes possuem uma chance 70% maior de desenvolver aterosclerose coronariana que os não fumantes; além disso, indivíduos que fumam 2 ou 3 maços por dia têm risco 2 a 3 vezes maior; o risco também se eleva com a profundidade da inalação e com o número total de anos em que fumou, pois o ato de fumar aumenta a adesividade das plaquetas (contribuindo para o aumento da lesão aterosclerótica), lesa o endotélio arterial, além de contribuir com o aumento da pressão sanguínea.
O fumo também gera espessamento arterial e promove a proliferação de células lisas, além de aumentar o nível de colesterol total, a fração LDL-colesterol e diminuir os níveis de HDL-colesterol.
Além dos fumantes ativos, as pessoas que entram em contato com a fumaça do cigarro também têm risco aumentado de desenvolver aterosclerose coronariana em relação aos não fumantes.

### Hipertensão
Os riscos de desenvolvimento de aterosclerose coronariana relacionados à pressão sanguínea aumentam continuamente a partir de valores mais baixos até os valores mais altos; isso quer dizer que não existe um valor ideal para a pressão arterial, pois cada aumento na pressão sistólica e diastólica constitui um aumento no fator de risco da doença. As alterações do fluxo sanguíneo lesam a parede interna da artéria, além de provocar alterações morfológicas e funcionais na microcirculação coronária, espessamento da camada média, rarefação das arteríolas, fibrose e edema da parede vascular.

### Idade e sexo
Até os 50 anos de idade, a taxa de mortalidade por doenças cardíacas é várias vezes maior em homens que em mulheres; no entanto, após a menopausa, as taxas de doenças cardíacas em mulheres aumentam consideravelmente, de forma a quase alcançar a taxa masculina por volta dos 60 anos, provavelmente devido a algum fator protetor presente nos estrógenos, cujos níveis caem profundamente após a menopausa; porém alguns estudos revelam o contrário, onde homens que recebiam hormônios femininos aumentavam o risco da doença.

### Diabetes e intolerância à glicose

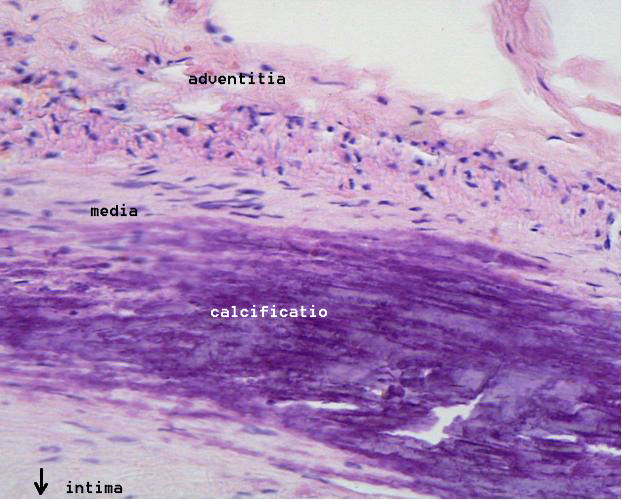
Imagem de microscópio óptico mostrando uma lesão aterosclerótica calcificada (em roxo)

A intolerância à glicose é um predecessor do diabetes tipo II, sendo um efeito direto da obesidade e frequentemente associado à hipertensão, valores elevados de LDL-colesterol e valores baixos de HDL-colesterol. O risco de desenvolvimento de doença coronária é duas vezes maior em homens e três vezes maior em mulheres diabéticas, sendo que a taxa de mortalidade devido à aterosclerose coronariana em mulheres diabéticas parece ser tão grande quanto a taxa para homens não diabéticos da mesma idade.

### Hereditariedade
Um histórico familiar de ataque cardíaco, infarto ou morte súbita prematuros indica uma propensão aumentada de doença coronariana. História familiar de diabetes, hipertensão ou hiperlipidemia também aumenta a probabilidade de desenvolvimento de doença aterosclerótica. No entanto deve ser questionado se isso é devido realmente à predisposição genética ou relacionado a hábitos inadequados no estilo de vida familiar.

### Obesidade
A obesidade está intimamente ligada a outros fatores de risco, pois eleva a pressão sangüínea, os níveis de lipídeos no sangue e o risco de contrair diabetes; além de ser um fator de risco independente, sendo a mais perigosa a obesidade andróide, onde há acúmulo de gordura na região abdominal.

### Inatividade física
Pesquisas realizadas nos Estados Unidos indicam que a inatividade física dos estado-unidenses é tão grande que constitui um fator de risco maior para a cardiopatia coronariana que a combinação de colesterol alto, hipertensão e fumo, sendo que, quanto maior for o nível de atividade física, menor é o risco de desenvolvimento da doença. Além da inatividade física aumentar os riscos de obesidade, hipertensão, diabetes tipo II e provocar a diminuição dos níveis de HDL-colesterol, ela possui efeito direto no crescimento da placa de ateroma.

## Fisiopatologia

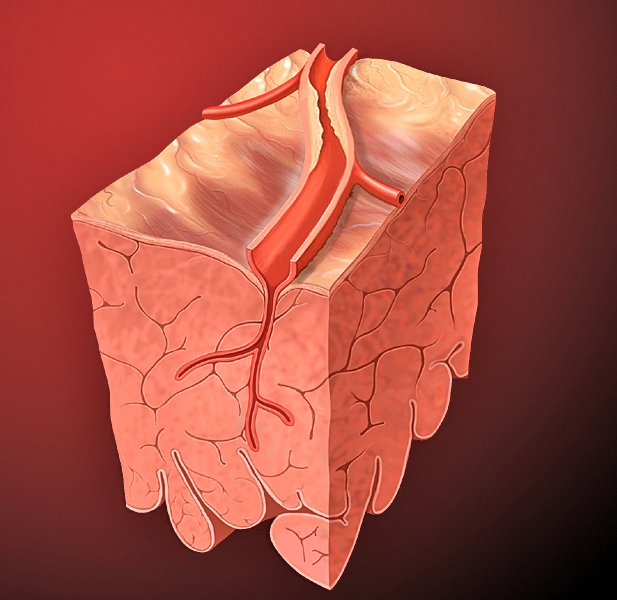
Placa de ateroma ocluindo parcialmente uma coronária

A aterosclerose coronariana se desenvolve gradualmente, em virtude de depósitos de gordura, colesterol, cálcio, colágeno e outros materiais que vão se depositando sobre a parede das artérias, restringindo o fluxo sanguíneo. Às vezes uma fissura, laceração ou ruptura de uma placa permite que o sangue penetre em seu interior, formando um coágulo que pode crescer, se desprender e ocluir a artéria, ocasionando um infarto; a trombose produzida por uma placa é o principal responsável pelos eventos cardiovasculares súbitos ou agudos.
A camada interna da artéria coronária (denominada íntima) é crucial para a formação das placas de ateroma. Ela é protegida por uma fina camada de tecido fibroso, o endotélio. Quando o endotélio é lesado ocorre uma proliferação de células musculares lisas do interior das artérias para cobrir a lesão. Essas células, ao entrarem em contato com o colesterol proveniente do LDL, podem iniciar uma reação inflamatória e  formação de estrias gordurosas ou placas. Essa formação é devido a uma reação em cadeia: O LDL é oxidado pelas quatro principais células presentes na lesão aterosclerótica: Macrófagos, linfócitos, células endoteliais e células musculares lisas. Depois de oxidado o LDL e captado avidamente pelos macrófagos. Como o LDL oxidado é tóxico para os macrófagos acaba provocando a morte das células, com perpetuação dos mecanismos inflamatórios, imunológicos e, consequentemente, progressão da lesão vascular.

### Evolução da doença

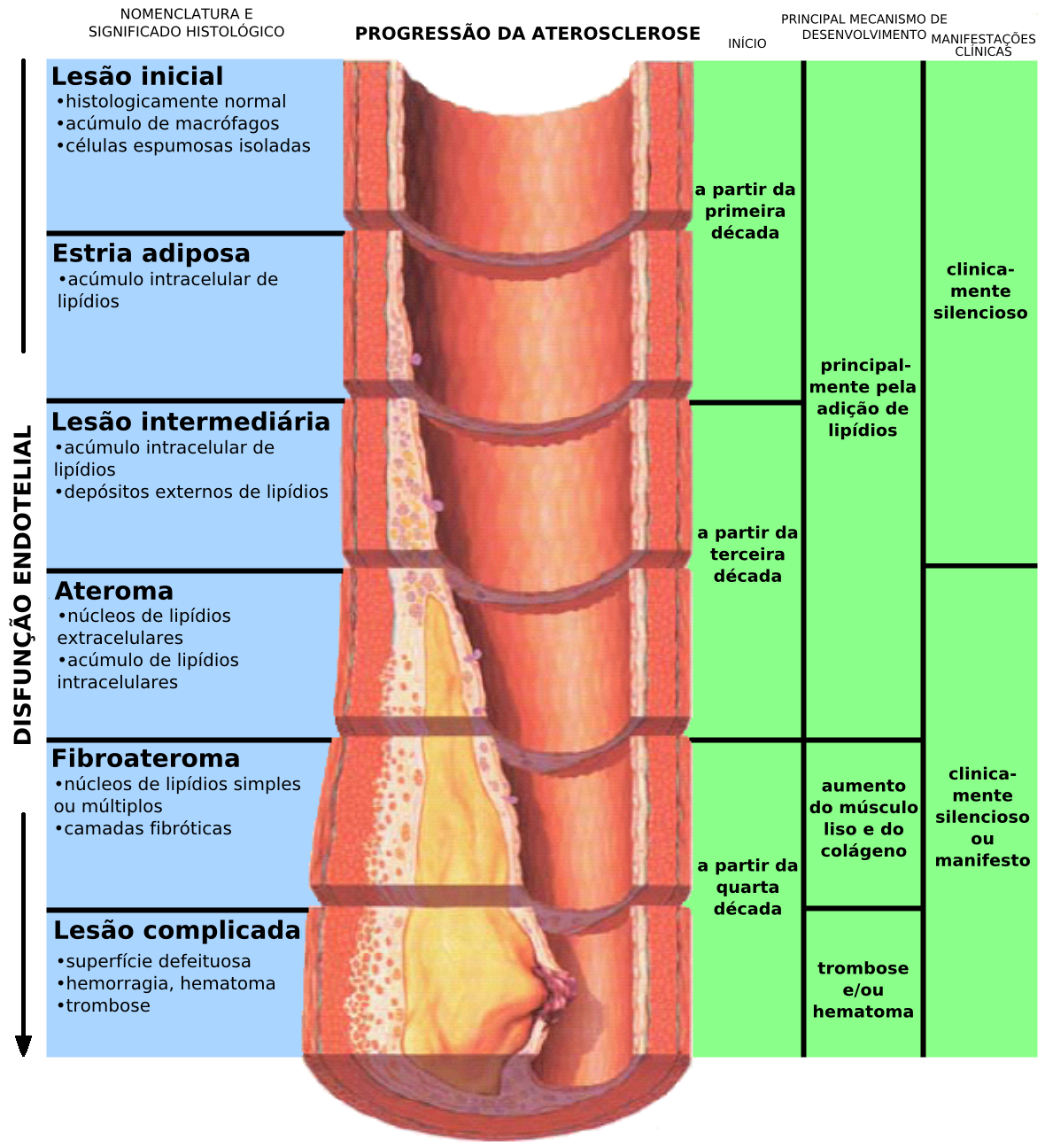
Progressão da lesão aterosclerótica e seus tipos

A lesão aterosclerótica pode ser dividida nos seis tipos abaixo relacionados:
- Tipo I: Chamada lesão inicial; nela ocorre o acúmulo de LDL nos macrófagos, gerando um processo inflamatório.
- Tipo II: Chamada lesão de estria gordurosa; nela ocorrem acúmulos intracelulares de lipídeos.

As lesões tipo I e II têm início na primeira década de vida.
- Tipo III: Chamada lesão intermediária; ela é muito parecida com a lesão tipo II, mas começam a haver depósitos externos de lipídeos. Até esse momento a lesão é "silenciosa", não apresentando sintomas.
- Tipo IV: Chamada ateroma; aqui começam a se formar núcleos de lipídeos extracelulares, iniciando-se a oclusão parcial da coronária.

As lesões tipo III e IV costumam ter início na terceira década de vida.
- Tipo V: Chamada fibroateroma; possui um ou mais núcleos de lipídeos, mais uma camada fibrótica que pode conter calcificações. Essa lesão pode ser formada a partir da lesão tipo IV ou tipo VI.
- Tipo VI: Chamada lesão complicada; nela ocorrem úlceras ou fissuras na placa, onde o sangue se acumula e pode formar um trombo. Se o trombo se desprender da placa pode ocluir a coronária, provocando um infarto agudo do miocárdio ou morte súbita. Pode se formar a partir da lesão tipo IV ou V.

As lesões tipo V e VI costumam ocorrer a partir da quarta década de vida.

## Prevenção e tratamento

### Atividade física
Um programa de reabilitação cardíaca baseada em exercícios físicos é extremamente eficaz em portadores de aterosclerose coronariana no sentido de evitar morte súbita, infarto agudo do miocárdio e na redução da placa de ateroma.
O treinamento físico aumenta a capacidade funcional e reduz os sintomas em pacientes coronariopatas, reduzindo a freqüência cardíaca submáxima e retardando o aparecimento de angina durante o exercício, em alguns casos com total desaparecimento desta.

#### Influência sobre os fatores de risco
O exercício físico exerce forte influência sobre vários fatores de risco:
- Lipídeos sanguíneos: apesar do exercício não ter praticamente nenhuma influência sobre o LDL-colesterol, colabora para o aumento da fração HDL-colesterol.[20][21][28]
- Hipertensão: após uma única sessão de exercício, as pressões sistólica, média e diastólica podem cair abaixo dos níveis pré-exercício, podendo atingir uma redução de 10 a 12mm/hg nos valores sistólicos e 5 a 8mm/hg nos valores diastólicos, sendo que o tratamento regular com exercício pode produzir uma redução persistente em torno de 10mm/hg na pressão sistólica e 8mm/hg na pressão diastólica[21]
- Diabetes e intolerância à glicose: a atividade física é benéfica para o controle da glicemia em pacientes coronariopatas.[28] Sendo a inatividade física um fator independente para o surgimento de diabetes tipo II, o exercício é uma recomendação primária para esses diabéticos; sendo que a redução da glicemia provocada pelo exercício pode ser suficiente para eliminar a necessidade de ingestão de insulina ou medicação oral.[24]
- Obesidade: a inatividade física é o principal fator de risco para a obesidade, independentemente da ingestão calórica. O aumento nos níveis de atividade física provocam a redução ponderal da obesidade, podendo fazer desaparecer o quadro clínico. Isso ocorre através do aumento do gasto energético, que provoca a diminuição da gordura corporal, tanto a acumulada no tecido adiposo quanto a presente na forma de ácidos graxos livres.[21][24]

#### Influência sobre a aterosclerose
O treinamento físico em portadores de isquemia coronária provocada pela aterosclerose gera redução da resistência ao fluxo sanguíneo com significativo aprimoramento do trabalho cardíaco, além da melhora da capacidade funcional e qualidade de vida, prevenindo o infarto agudo do miocárdio e a morte súbita.

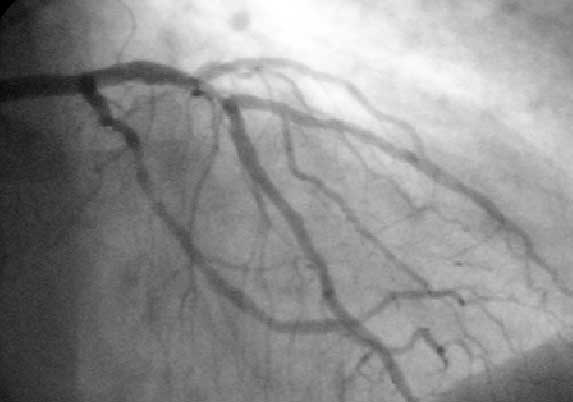
Raio-x do coração, com destaque para as artérias coronárias, visíveis pelo uso de contraste. Além de servir para diagnóstico, também é utilizado como guia para posicionamento do cateter.

Estudos demonstram que uma carga semanal de exercícios de, aproximadamente, 1533 kcal é suficiente para estacionar as lesões ateroscleróticas coronarianas; já uma carga semanal de de exercícios de, aproximadamente, 2200 kcal pode proporcionar uma regressão dessas lesões.

### Angioplastia
A angioplastia é uma cirurgia minimamente invasiva. Nela é usado um cateter para acessar a artéria coronária, sendo um dos procedimentos mais utilizados atualmente.
Nela, o cirurgião guia o cateter até o ponto de oclusão da coronária pela placa de ateroma através de uma sequência de raios-x e, lá chegando, infla um balão que esmaga a placa, desobstruindo a artéria. Algumas vezes são utilizados stents, parecidos com uma mola metálica, para evitar que a placa volte a crescer e obstruir a artéria.
Apesar de ser uma cirurgia simples, deve-se ter cautela, pois pode provocar um edema local, arritmias, disfunções valvulares e fibrilação.

### Revascularização do miocárdio

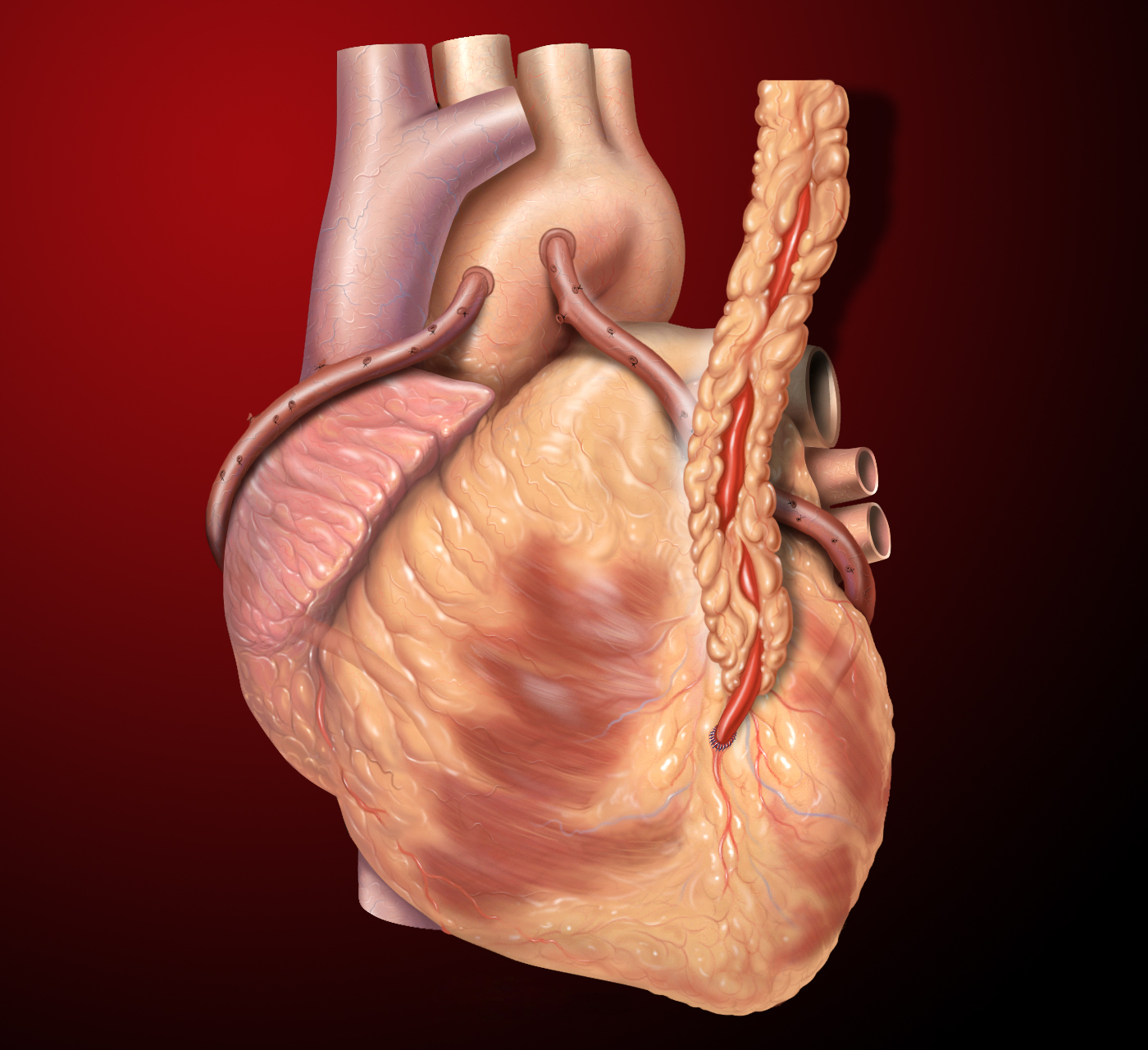
Exemplo de revascularização do miocárdio. Uma artéria mamária pode ser inserida diretamente após a lesão. Caso seja utilizada a veia safena, ela deve, também, ser conectada a uma área da coronária anterior à lesão

A revascularização do miocárdio se dá através da retirada de um vaso sangüíneo de uma parte do corpo e sua implantação logo após a lesão que provocou a obstrução da coronária. Pode-se fazer uma incisão na extremidade de uma artéria mamária e suturá-la após o bloqueio da coronária (procedimento denominado ponte mamária); ou retirar-se uma veia e fazer uma ponte sobre o ponto de oclusão, normalmente utiliza-se a veia safena, localizada na perna, em um procedimento chamado ponte de safena.
Tais procedimentos são extremamente invasivos e devem ser utilizados em último caso, quanto todas as alternativas tiverem se esgotado e não for possível realizar uma angioplastia.